# Vans

Vans Old Skool Nautical Blue shoe

La Van Doren Rubber Company, meglio conosciuta come Vans, è una fabbrica di scarpe da skate statunitense fondata il 16 marzo 1966 da Paul Van Doren, Gordon C. Lee, James Van Doren e Serge D'Elia. A partire dal 2012 ha iniziato a produrre anche altri capi d'abbigliamento sempre nel campo dello skateboard.

## Storia
Nel 1944, Paul Van Doren lasciò la scuola a 14 anni. Ebbe passione per i cavalli e seguì le corse con il nomignolo di "Dutch the Clutch". La madre di Paul, Rena, non si arrese all'idea del figlio che non voleva studiare e insistette per un lavoro a Randy’s, un fabbricante di scarpe. Il lavoro consisteva nel pulire i pavimenti e fare scarpe. Paul divenne negli anni responsabile dell'azienda, Executive Vice President a 34 anni. Randy’s divenne un fabbricante tra i più grandi degli USA con la guida Van Doren nel Massachusetts. La fabbrica Randy's di Garden Grove in California perdeva un milione di dollari al mese così Paul e il fratello Jim si trasferirono a Anaheim per seguire da vicino la fabbrica. Dopo soli otto mesi la fabbrica di Gardenvale venne risanata. Dopo tre mesi Paul decise di iniziare a produrre scarpe per conto suo.
Il 16 marzo 1966, al 704 di East Broadway di Anaheim, California, i fratelli Paul e James Van Doren, Gordon C Lee, e Serge D'Elia aprirono il primo negozio Vans come The Van Doren Rubber Company. Fabbricarono scarpe vendute direttamente al pubblico. Il primo giorno, 12 clienti comprarono Vans, ora note come "Authentic". Fabbricarono tre tipi di scarpe, tra 2,49 e 4,99 US$.
Il logo originale Vans skateboard fu creato a Costa Mesa, California, negli anni '70 da Mark Van Doren a 13 anni, il figlio di James Van Doren.
Nel 1980 perse credito quando iniziò a fabbricare scarpe da baseball e football americano, fino ad arrivare alla bancarotta nel 1984. Nel 1988 Paul Van Doren e Gordon C Lee vendettero la Vans alle banche McCown De Leeuw & Co. per 74,4 milioni di dollari.
Nel 2004 la compagnia è stata acquistata dalla VF Corporation, produttrice dei jeans Lee per 396 milioni US$.

## Sponsor
Vans ha sponsorizzato il Warped Tour, un festival di musica punk rock e sport estremi dal 1995 al 2019. Nel 2008 è stata creata un'edizione speciale di slip-on dedicate al chitarrista dei Ramones Johnny Ramone.
Nel 2014 la Vans ha collaborato con il collettivo hip-hop Odd Future con delle scarpe chiamate "Vans x Odd Future".

Tra i vari modelli prodotti da Vans ne esistono alcuni che raffigurano la band heavy metal Iron Maiden e la band Punk Rock Sex Pistols, ed altri dedicati alla rock band Motörhead. Un modello di slip on è stato ideato da Corey Taylor, cantante degli Slipknot.

## Tributi musicali
- Il gruppo ska punk The Suicide Machines ha pubblicato Vans Song, in cui si parla dell'affetto verso queste scarpe.
- Il gruppo hip hop americano The Pack ha inciso un singolo intitolato semplicemente Vans e che parla proprio delle suddette scarpe.
- Il cantante californiano T. Mills ha scritto una canzone intitolata Vans On.
- Il rapper italiano Lowlow ha scritto una canzone intitolata Skinny e Vans.